# 感染管理
感染管理（かんせんかんり）、あるいは医療疫学とは、医療施設内での感染流行の予防を目的とした取り組みを指し、実践を重視した疫学の一分野である。公衆衛生活動と感染管理・医療疫学には共通点が多く、前者が社会全体に向けられたものであるのに対して後者は一般に特定の医療機関(群)の中に限られた問題を扱う。「感染対策活動」「感染予防管理活動」「感染制御活動」とも呼ばれ、感染制御チームを中心に施設内の多くの職種が共同して取り組む活動として病院の基本的な医療安全管理体制の一つに数えられる。
感染管理は大きく2つに分けられる。
- 予防活動
  - 手洗い・清掃・消毒・滅菌・予防接種・監視活動などを含む。
- 流行対策
  - 特定の医療機関内で発生した、もしくは発生が疑われる感染流行を対象に行う調査活動や対策(例:集団発生対策)。

## 医療機関における感染管理

### 発生状況の監視
感染監視(surveillance)とは、日常的に施設内での感染症の発生状況を把握することを指す。施設間･地域間の比較を容易にするために、血流感染症・尿路感染症・院内肺炎・人工呼吸器関連肺炎・術後感染症といった主な院内感染症の定義には米国院内感染サーベイランスシステム(National Nosocomial Infections Surveillance System, NNIS)の基準が用いられる。
実際には、感染制御チームの要員が患者カルテを調査したり、患者を直接診察して感染症に特有の症状や兆候の有無を判断したりしてデータを収集する。細菌検査室からの細菌検査室のデータも重要な情報源である。近年では細菌検査室データの自動化や電子カルテ化によりデータ抽出の自動化が進みつつあり、スタッフは臨床的なデータ収集により多くの時間を費やすことが可能となった。
院内感染の約1/3は予防可能であるとされ、感染監視と予防活動は病院職員によっても次第に重要事項になりつつある。CDCによる院内感染管理プロジェクト(SENIC)によれば、感染監視活動と予防活動を重点的に行うことにより、院内感染の発症率を約32%減少させることができたと報告している。

### 感染拡大の予防
院内感染の伝播を防ぎ、医療従事者自身を感染から守るために、各病原体の感染経路に応じた対策をたて、手順を周知する必要がある。

### 手洗いを中心とした標準予防策
ウィーンのゼンメルワイス(1847年)やボストンのオリバー・W・ホームズ(1843年)により発表された独自研究により、医療従事者の手と院内感染との関連が示された。アメリカ疾病予防管理センター(CDC)はこれを受けて、「病原体の拡散を防ぐのに最も重要な方法は有効な手洗いであることが示された」と報告している。
手洗いはほとんどの医療機関で義務付けられており、米国では単に常識として守られるだけではなく様々な自治体や地方自治体によっても義務付けられている。
米国では労働安全衛生庁(OSHA)の基準は、いつでも使える手洗い設備の設置を雇用者に義務付け、従業員が血液やその他の感染の恐れのある物質に触れた場合に、手やその他の皮膚を石鹸と水で洗ったり、粘膜を流水で洗えることを保証するように求めている。
日本では国立大学付属病院感染対策協議会による「国立大学病院院内感染対策ガイドライン」をはじめとする指針が2002年に策定された。
- 既知の感染の有無にかかわらず患者の血液・体液・分泌物・排泄物・損傷皮膚・粘膜に触れる前後に手洗いと手袋着用を推奨。手技に応じてマスク・ゴーグル・フェイスシールド・ガウンも使用。
- 注射針、メス、その他の鋭利な器具による刺傷・切傷を避けるためにリキャップの禁止、使用直後の安全な廃棄のために医療廃棄物容器の適切な配置、さらに安全装置付き注射針の採用を呼びかけ。
- 床・壁など環境表面の汚染時には手袋を着用し、ペーパータオルと消毒薬により清拭消毒。汚染されたリネンは洗浄まで周囲への汚染を防ぐために適切に保管する。
- 血液で身辺を汚染する可能性のある患者は個室に収容する。

### 隔離予防策
さらに、原因となる病原体が分かっている場合はそれぞれに特有な感染経路に応じて適切な隔離予防策をとる。

#### 空気（飛沫核）感染隔離
- 医療従事者はN95マスクを着用。
- 患者の個室環境・手術室・気管支鏡検査室・呼吸機能検査室では1時間に6回以上の強制換気により陰圧を保つ。院外へはHEPAフィルターを介して排気。構造上不可能な場合にはポータブルのHEPAフィルター内蔵空気清浄機を代用し、12回換気を行う。
- 患者移送のため公共エリアを通過する際には外科用マスクを着用、または気管内挿管の際には呼気フィルタを装着。

#### 飛沫感染隔離
- 患者から半径1m以内での活動には外科用マスクを装着。
- 個室隔離・集団隔離の際にはベッドを2mずつ離して配置。
- 患者移送のため公共エリアを通過する際には外科用マスクを着用。

#### 接触感染隔離
- 患者や汚染表面への接触前後に手洗い・手袋着用。
- 全身で患者や汚染表面に接触する可能性がある場合はガウン着用。
- 個室内で使用する医療器具はなるべく専用とする。

### 清掃・消毒・滅菌
患者の手が触れる病室や共用エリアの接触表面は日常的な清拭により清掃。手が触れない壁や床は1日1回の清掃。
MRSAやVRE、クロストリジウム・ディフィシレ保菌者の接触する領域では4級アンモニウム塩やアルコールを用いた清拭により日常的に消毒を行う。
再利用可能な医療器具の消毒・滅菌には、それぞれ想定される病原体に応じた方法が選択されなければならない。

### 個人用保護具

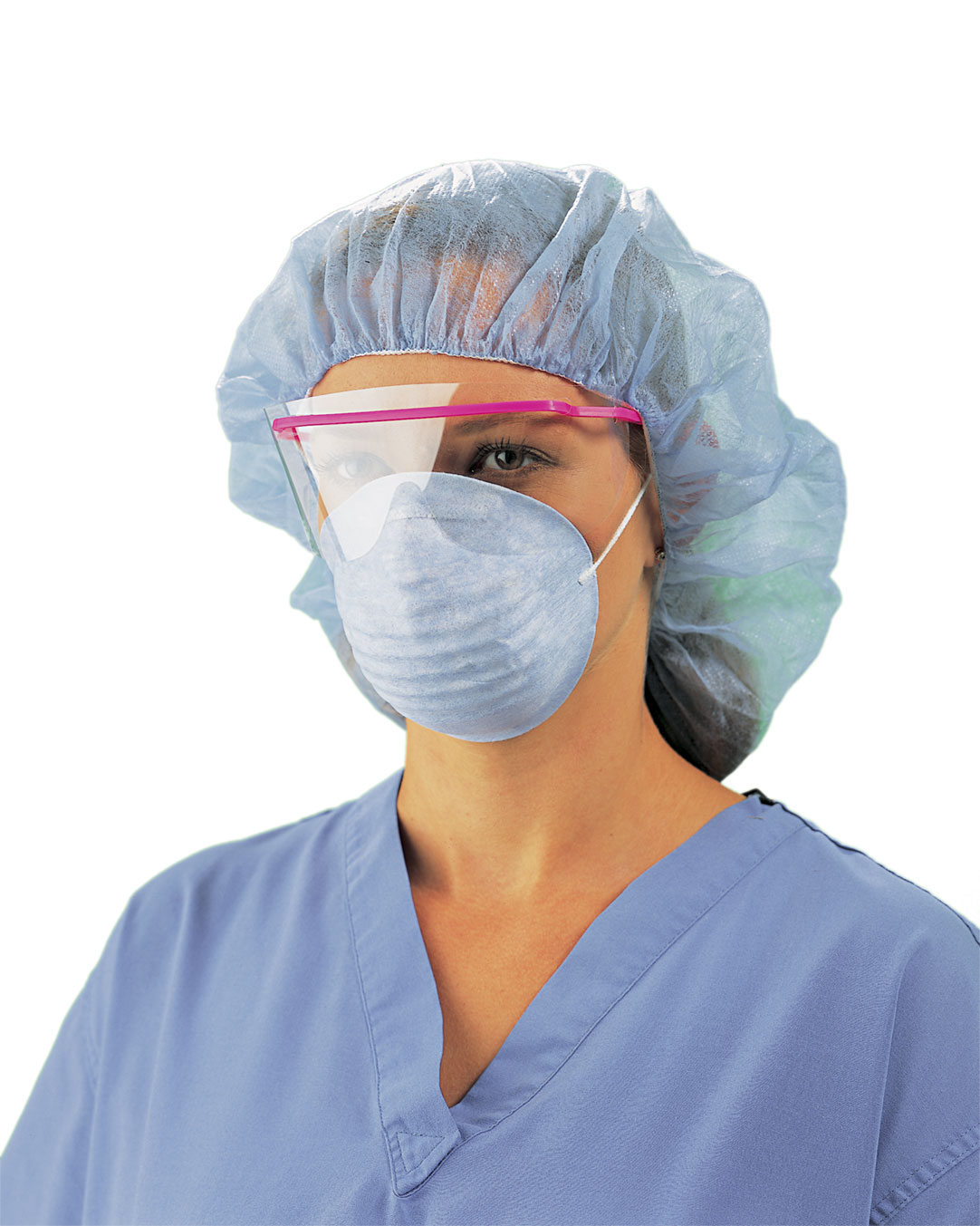
使い捨て保護具の例

個人用保護具(Personal protective equipment, PPE)は医療従事者が危険から身を守るために身につける衣類や器具を言う。医療現場での危険とは、ウイルス性肝炎やHIVなどの病原体を含む可能性のある血液･唾液･その他の体液やエアロゾルへの曝露を指す。個人用保護具はそれらの感染性物質と医療従事者の間に物理的なバリアを作ることにより曝露を防ぐことを目的とする。
米国ではOSHAの基準により、血液その他の感染性物質への曝露が十分に予想される場合、血液感染の病原体から身を守るため医療従事者に防護具の着用を求めている。
防護具には医療用手袋・医療用ガウン・帽子・靴カバー・顔面シールド・(口対口呼吸用の)マスク・ゴーグル・外科用マスクなどの種類がある。どれを組み合わせてどのように使うかは、通常医療機関ごとに定められた規則によって決定される。ほとんどの器具は、完全に消毒･滅菌するための高コストを考慮して、使い捨てするようにできている。OSHAの基準では、感染性物質に曝露した現場を去るときに、直ちに防護具を外して消毒または廃棄するように求めている。

### 医療従事者への予防接種
作業中に感染症に曝露される可能性のある医療従事者には、ワクチンを活用して感染から身を守ることができる。通常用いられるのはB型肝炎・インフルエンザ・三種混合(麻疹/水痘/風疹)・新三種混合(ジフテリア/破傷風/百日咳)・髄膜炎菌・帯状疱疹ウイルスなどのワクチンで、施設の規則や勧奨・職種・個人の希望などに応じて医療従事者や救急隊員などが接種を受けている。一般的にワクチンの予防効果は完全とは言えず、一方で副作用も見られるため、十分な情報を元に接種の判断を行うべきである。

## 感染症流行時の調査
感染監視により感染症の発症率が通常よりも高いことに気づくと、感染管理チームは調査によって、(1)それが本当の感染流行なのか、(2)細菌検査プロセスの汚染による偽の流行なのか、(3)通常の発症率がたまたまランダムに上昇しただけなのか、を判断する。もし(1)であれば流行の引き金となった要因を追究し、流行を食い止めるためにその要因を排除にかかる。通常は正しい手順が守られていないことが原因であることが多いが、時には建設工事など他の要因が関与していることもある。

## 感染管理と医療疫学の研修制度
感染管理を身に付けるにはいくつかの教育制度がある。職業的背景として、多くは看護師、時に臨床検査技師(特に臨床微生物検査)、そして医師(通常は感染症科医)が多い。感染管理と医療疫学に特化された研修コースは下記の職能団体によって提供されている。医師として感染管理に関わろうと考える者は感染症科の臨床研修を経ることが多い。
米国では、米国感染管理疫学認定機関(CBIC)は、医療従事者の職業的背景と実務経験を審査し、標準化された学科試験により知識のレベルをチェックした上で、感染管理担当者に免許を与えている。出願には2年間の活動経験が求められ、5年ごとに資格更新の必要がある。
また米国では、CDCと米国医療疫学会(SHEA)の合同で、病院疫学（病院における感染管理）のコース が毎年開催されている他、感染制御実践者協会(APIC)のコースもある。

## 感染制御チームと感染制御委員会
- 感染制御チームは医療機関における実働部隊であり、感染制御委員会は感染制御チームを管理する立場にある（図1）。

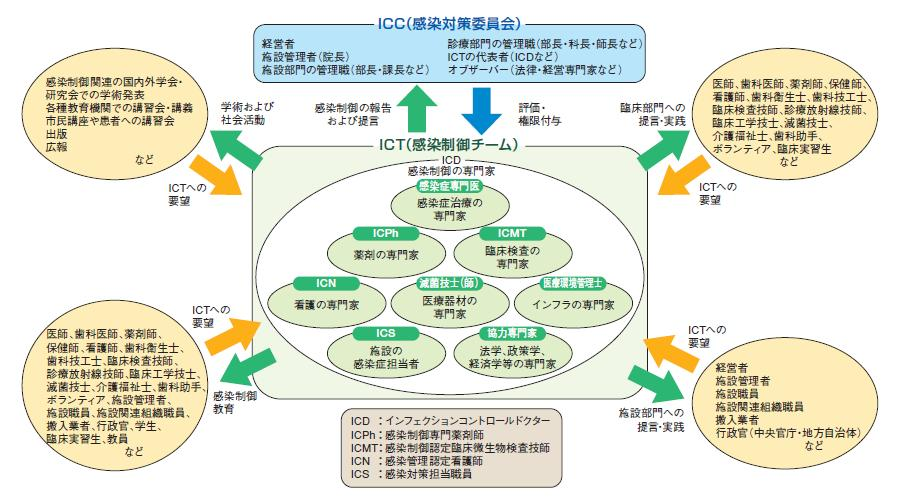
図1 感染制御チームと感染制御委員会の役割図

## 感染管理専門職
- 感染症専門医
- インフェクションコントロールドクター（ICD）
- 感染管理看護師（感染症対策看護師）（ICN）
- 感染制御専門薬剤師（ICPH）
- 感染制御認定臨床微生物検査技師（ICMT）
- 滅菌技士（第一種・第二種）
- 医療環境管理士